# Parheteromastus tenuis
Parheteromastus tenuis är en ringmaskart som beskrevs av Monro 1937. Parheteromastus tenuis ingår i släktet Parheteromastus och familjen Capitellidae. Inga underarter finns listade i Catalogue of Life.